# 川元祥一
川元 祥一（かわもと よしかず、1940年 - ）は、日本の作家、ルポライター。

## 来歴
兵庫県神戸市に生まれ、岡山県津山市で育つ。曾祖父は津山城下で屠畜場を経営していたが、1873年、賤民解放令に反対する農民の一揆で家屋を破壊され廃業に追い込まれた。自らも被差別部落に育ち、自らの被差別体験に基づき部落問題研究をライフワークとして「部落学」を提唱している。
18歳で上京し、働きながら明治大学文学部に学ぶ。1965年に卒業。筑波大学非常勤講師や立教大学非常勤講師として部落学を担当。伝統芸能研究・千町の会代表、東日本部落解放研究所会員。

## 著書

### 長編小説
- 「谷間の悠久」（解放出版社）
- 「もう一つの現代」（三一書房）
- 「地の舞い空の舞い」（彩流社）
- 「死の海」（彩流社）
- 「闇に広がる翼」（筑摩書房）

### 評論
- 「部落差別を克服する思想」（解放出版社）
- 「部落問題とは何か」（三一書房）
- 「文化の空白と再生」（解放出版社）
- 「被差別部落の構造と形成」（三一書房）
- 「被差別部落の生活と文化史」（三一書房）
- 「日本文化の変革」（解放出版社）

### ルポ
- 「旅芸人のフォークロア」（農文協）
- 「関東の部落を行く」（解放出版社）

### 児童文学
- 「渋染一揆」（解放出版社）
- 「山の粥」（解放出版社）
- 「有明山の笛」（筑摩書房）
- 「希望の草原」（解放出版社）